# Hammir Dev Chauhan
Hammir Dev Chauhan var en indisk maharadja (ungefär: kung) som styrde över fortet och kungadömet Ranathambore år 1282-1301. Han tog över efter sin far Jaitrasinha som styrde år 1253-1281. Under Dev Chauhans ledning återtogs fortet, som förlorats under hans fars regim, och kungadömets territorier kunde utvidgas.